# مقاطعة مينارد (تكساس)
مقاطعة مينارد (بالإنجليزية: Menard  County)‏ هي إحدى المقاطعات في ولاية تكساس، الولايات المتحدة الأمريكية.